# Comanche (computerspel)
Comanche, ook gekend als Comanche: Maximum Overkill, is een simulatiespel uit 1992 ontworpen en verdeeld door NovaLogic.
In het spel voert de speler enkele militaire missies uit waarbij hij een RAH-66 Comanche gevechtshelikopter bestuurt. Dit type van helikopter was in ontwikkeling en in prototype tijdens ontwikkeling van het spel.
Comanche was de eerste commerciële vluchtsimulator gebaseerd op voxeltechnologie. Het spel werd door NovaLogic ontwikkeld met de eigen, in assembleertaal, geschreven Voxel Space-engine. Deze techniek geeft een meer gedetailleerd en realistisch resultaat vergeleken met vectorafbeeldingen.

## Spellen
Na Commanche verschenen nog enkele andere spellen en uitbreidingen
- Comanche CD (1994) - Bevat het originele spel met extra missies op aparte diskettes. In 1997 bracht SoftKey een speciale editie uit die ook compatibel is met Windows 95
- Comanche 2 (1995)
- Werewolf vs Comanche 2.0 (1995) -
- Comanche 3 (1997)
- Comanche Gold (1998)
- Comanche 4 (2001)